# Gerhard Auer
Gerhard Auer (født 29. juni 1943, død 21. september 2019) var en tysk roer og olympisk guldvinder.
Auer var sidst i 1960'erne og først i 1970'erne med i en firer med styrmand, der blev kendt som "Bullenvierer" og blev europamestre i 1969 og 1971 samt verdensmestre i 1970 for Vesttyskland. Bådens øvrige besætning bestod af Hans-Johann Färber, Peter Berger og Alois Bierl, mens Stefan Voncken var styrmand først, men blev afløst af Uwe Benter fra 1971.
Vesttyskerne var derfor blandt favoritterne ved OL 1972 i München. "Bullenvierer" vandt da også deres indledende heat og semifinale og havde ikke behøvet at ro sig fuldt ud, så i finalen sikrede de sig guldet i olympisk rekordtid foran båden fra DDR, der fik sølv, mens Tjekkoslovakiets båd tog bronzemedaljerne.
Auer vandt et enkelt tysk mesterskab i 1976, og efter sin rokarriere blev han forretningsmand, der endte som direktør for en møbelfabrik.

## OL-medaljer
- 1972:  Guld i firer med styrmand